# Prospero (luna)
Prospero je Uranov retrogradni nepravilni satelit. 

## Odkritje in imenovanje
Luno Prospero je odkril Matthew J. Holman s svojimi sodelavci 
29. julija 1999. 
Takrat je dobila začasno oznako  S/1999 U 3 
Uradno ime je  dobila po čarovniku iz Shakespearjeve igre Vihar.
Luna je znana je tudi kot  Uran XVIII.

## Lastnosti
Parametri tirnice kažejo na to, da bi luna Prospero z lunama Sikoraks in Setebos lahko pripadala dinamični skupini, ki bi imela skupni izvor. Vendar barve, ki so jih opazili, tega ne potrjujejo. Prospero izgleda siv v vidnem delu spektra (barvni indeks je B – V = 0,80 ; R – V = 0,39), kar je podobno luni Setebos, vendar se razlikuje od lune Sikoraks, ki je svetlordeča.